# Elektromagnetický impuls
Termín elektromagnetický impuls (EMP) má následující významy:
- Elektromagnetické záření pocházející z exploze (většinou jaderné) nebo z elektromagnetické bomby.
- Vysoce intenzivní, širokopásmový, velmi krátkou dobu trvající výron elektromagnetické energie.

## Vznik
V případě jaderného výbuchu nebo asteroidu[ujasnit][zdroj⁠?!] se elektromagnetický puls skládá ze spojitého frekvenčního spektra. Většina energie je ve formě nižších frekvencí mezi 3 Hz a 30 kHz.
Paprsky gamma jaderného výbuchu produkují vysokoenergetické elektrony přes Comptonův rozptyl. Tyto elektrony jsou zachyceny v zemském magnetickém poli, ve výškách mezi 20 - 40 km, kde rezonují. Kmitavý elektrický proud produkuje soudružný elektromagnetický puls (EMP), který trvá asi 1 milisekundu až 1 mikrosekundu. Vedlejší efekty EMP mohou trvat více než sekundu.
Puls je velice silný a dlouhé kovové předměty (trubky, kabely) se chovají jako antény, na kterých se indukuje vysoké napětí, pokud puls nedokáží nijak uzemnit. Tato napětí a s tím spojené vysoké proudy jsou schopny zničit nechráněnou elektroniku, například elektrické spotřebiče, které nejsou v kovové, magneticky vodivé, uzemněné krabičce, především zničující je EMP pro polovodiče a absolutně nejhorší pro FET transistory. U EMP pulsu nebyly zaznamenány žádné účinky na biologické organismy.

## Popis impulzu
Samotný magnetický impuls nemá nikterak závratnou magnetickou intenzitu, dá se srovnat se silnými neodymovými magnety (nejslabší EMP), ničivost pulsu spočívá v jeho rychlosti. Tudíž čím bude rychlejší změna magnetického toku, tím bude naindukované napětí větší. Tudíž B (magnetická indukce) vypočítáme z H (magnetické intenzita) takto
{\displaystyle \mathbf {B} =\mu _{0}\mu _{r}\mathbf {H} }
kde {\displaystyle \mu _{0}} je permeabilita vakua, {\displaystyle \mu _{r}} je relativní permeabilita
Takže pokud budeme vycházet z toho, že EMP je silné jako neodymové magnety, budeme tedy počítat s hodnotou 1,5 T, což je běžná hodnota u neodymových magnetů.
Za plochu {\displaystyle S} si dosadíme plochu drátu, například 1 m * 1 mm a za indukci {\displaystyle B} velikost indukce.
{\displaystyle \Phi =BS\cos \alpha \,},
úhel α je úhel, který svírá normálový vektor plochy s vektorem magnetické indukce. Jinými slovy nám určuje, pod jakým úhlem dopadá magnetický tok na plochu. Vycházejme z toho, že magnetický tok dopadá z 90°.
Takže teď už jen zbývá spočítat naindukované napětí:
{\displaystyle U={\frac {\Delta \Phi }{\Delta t}}}
při dosazení 0,0015 Wb za {\displaystyle \Phi } a 0,000001 s za {\displaystyle t} vyjde napětí 1500 V na drátu s plochou 0,0015 m2 například mobilní telefon má plochu 10 cm * 4 cm což je 0,00004 m2 (? --> 0,004 m2), při indukci 1,5 T nám vyjde tok 0,00006 Wb a při 1 uS je toto naindukované napětí rovno 60 V, což je pro mobilní telefon pracující s 3-4 V absolutně smrtelné.
Ionizovaný vzduch také naruší rádiový provoz na těch typech vln, které používají odraz od ionosféry ke svému šíření (DV, SV, KV,...). Vysílače využívající k šíření přímou viditelnost (FM pásmo) by měly být normálně slyšet, pokud nedostanou zásah EMP pulsem také.

## Ochrana před impulzem
Elektrické přístroje lze ochránit uzavřením do uzemněné kovové krabice nebo Faradayovy klece. Tímto jsou ochráněny před elektrickou složkou pulsu, ochrana i před jeho magnetickou složkou vyžaduje vložení do magneticky vodivé krabice (železo, ferit). Pokud je spotřebič v síti (AC 230 V, LAN atp.), je vhodné jej na rozhraní s touto sítí ochránit transilem nebo trisilem; těmito součástkami se dají ochránit i vstupy antén. Odstíněná rádia samozřejmě nemohou správně pracovat, avšak starší zařízení na bázi elektronek nejsou tak náchylná k působení EMP. Proto byla v době studené války sovětská letadla vybavována elektronickými systémy založenými na elektronkách. Ani sebelepší stínění nicméně nepomůže, je-li přístroji ponechána připojená anténa.